# Jannick Gnoth
Jannick Gnoth (* 9. April 1990 in Steinfurt) ist ein deutscher Radrennfahrer. 
Jannick Gnoth wohnt in Borghorst und studiert an der Fachhochschule Münster im Fachbereich Energie, Gebäude, Umwelt, welcher in Burgsteinfurt angesiedelt ist. Sein Heimverein ist der RSV Friedenau Steinfurt. Die Radsportsaison 2010 verbrachte er beim Amateurteam Rolinck. Im Juli 2010 stieg er durch einen vierten Platz beim Wuppertaler Uni-Rennen in die A-Klasse der Amateure auf. Nach einer erfolgreichen Saison 2010 fuhr er in der Saison 2011 seine erste Profisaison im deutschen Continental Team TT Raiko Argon 18. Nach einem durch Krankheit, mehreren Stürzen und Klausurphasen geprägten Jahr wechselte er zum Matrix-Racing-Team. Zur Saison 2013 schloss er sich wieder dem RSV Friedenau Steinfurt an und fährt für das dort ansässige Team Rolinck.
Im Jahre 2018 wechselte er zum Leeze-Biehler Cyclingteam.
Jannick Gnoth gilt als Trainingsweltmeister. Er ist 1,77 m groß und sein Wettkampfgewicht beträgt 64 kg.